# たぬき先生騒動記
『たぬき先生騒動記』（たぬきせんせいそうどうき）は、1976年4月5日から同年9月27日までフジテレビ系列局で放送されていたフジテレビ製作のテレビドラマである。放送時間は毎週月曜 20:00 - 20:54 （日本標準時）。

## 概要
それまで同時間帯に放送されていた『たぬき先生奮戦記』の続編で、引き続き坂上二郎が渡貫二郎（わたぬきじろう）役を演じていた。かくし芸大会の回のようなエンターテインメント性を出した話を折り込みながらも、二郎一家と周りの人々のふれあい・出来事・騒動・人情話などを描いている。
本作では二郎の子供が娘2人から娘1人・息子1人になり、キャストも大竹しのぶと宮田真に変更された。また前作からの継続出演者も、一部は前作とは異なる役で出演していた。スポーツ界からは、親方時代の龍虎勢朋（放駒清一名義。第11話の回想シーンには断髪式の映像が挿入されている）と全日本女子プロレスのレスラーだったユカリ・レンチが出演し、本作主題歌の作詞・作曲・歌唱担当者である子門真人もレギュラー出演していた。

## キャスト
- 渡貫二郎：坂上二郎 - 前作同様、顔も体も心も丸いことから「たぬき」とあだ名されている国語教師。
- 渡貫あかね：大竹しのぶ
- 渡貫健：宮田真
- かおる：杉田かおる
- うめ：園佳也子
- 放駒清一
- みどり：森ミドリ
- 和江：伊藤めぐみ
- 竹之助：坂上大樹
- 浅丘伸：峰竜太
- 大五郎：鈴木やすし
- 加納竜
- 夏夫：藤村有弘
- リボン：片山由美子
- 東山三十六：牟田悌三
- 村上：内田あかり
- 春子：田島令子
- 竹子：Ako
- 横井先生：寺島達夫
- 弓子：五十嵐美鈴（弓子）
- たま：宗田まこと（たま）
- 千鶴：白石奈緒美（千鶴）
- 二郎の亡き妻：葵京子（二郎の亡き妻）
- ユカリ・レンチ
- スーザン
- 西川峰子
- 皆川妙子
- スナック「四季」店員・シモン：子門真人
- ほか

## スタッフ
- 脚本：布勢博一、西条道彦、伊藤裕弘、才賀明
- 演出：吉田斉（全話担当）
- 制作：フジテレビ

## 主題歌
オープニングテーマ「いつになれば」
作詞・作曲・歌：子門真人 / 編曲：大浜和史
エンディングテーマ「絵の具箱」
作詞・作曲・歌：子門真人 / 編曲：大浜和史
この2曲を収めたEPレコードが1976年4月25日にキャニオンレコード（現・ポニーキャニオン）から発売された。

## 放送日程
| 話数 | 放送日 （1976年） | サブタイトル                          | 脚本     | ゲスト                                   |
| ---- | ----------------- | ------------------------------------- | -------- | ---------------------------------------- |
| 1    | 4月5日            | おめでとう！あかね遂に女子大生！      | 布勢博一 | 堀内正美                                 |
| 2    | 4月12日           | 女性の敵出現！父娘で大ワラワ          | 布勢博一 |                                          |
| 3    | 4月19日           | 父親二郎先生愛の鉄拳！                | 布勢博一 |                                          |
| 4    | 4月26日           | お見合い作戦に二郎先生イソイソ        | 西条道彦 |                                          |
| 5    | 5月3日            | あかねの見合い話に二郎先生カッカ!!    | 布勢博一 | 芹沢由美                                 |
| 6    | 5月10日           | うそも方便、娘心に二郎先生シンミリ！  | 伊藤裕弘 |                                          |
| 7    | 5月17日           | 万引き事件!息子家出に二郎先生カッカ！ | 布勢博一 | ミミ                                     |
| 8    | 5月24日           | 息子に愛のシゴキ！二郎先生涙涙!!      | 布勢博一 |                                          |
| 9    | 5月31日           | 健にガールフレンド！二郎先生不安!!    | 西条道彦 | 立原博                                   |
| 10   | 6月7日            | お化け騒動で全員マッ青!!              | 布勢博一 |                                          |
| 11   | 6月14日           | 龍虎涙の断髪式！二郎先生もハサミ!!    | 伊藤裕弘 |                                          |
| 12   | 6月21日           | 軽いボーナスに父娘で四苦八苦!!        | 西条道彦 |                                          |
| 13   | 6月28日           | たぬきのとんだ宝くじ!?                | 布勢博一 |                                          |
| 14   | 7月5日            | たいやき君に恋人出現!!                | 伊藤裕弘 | 木村理恵、ラビット関根                   |
| 15   | 7月12日           | 謎の贈り物に二郎先生大さわぎ！        | 西条道彦 |                                          |
| 16   | 7月19日           | 火事だ！二郎先生マックロケ            | 布勢博一 |                                          |
| 17   | 7月26日           | 夏だ！祭だ！かくし芸大会!!            | 伊藤裕弘 | 佐々木梨里                               |
| 18   | 8月2日            | 初披露!!あかねの水着姿！              | 西条道彦 |                                          |
| 19   | 8月9日            | 強盗騒動であかねが人質に!!            | 西条道彦 | 小坂一也、宮尾すすむ、今井健二、森川正太 |
| 20   | 8月16日           | 二郎先生、イタリア風船野郎に挑戦!!    | 西条道彦 | フレッド・ジョーンズ                     |
| 21   | 8月23日           | ケンカ、ケンカ!!全員でポカポカ        | 才賀明   |                                          |
| 22   | 9月6日            | 世界格闘技でレンチKO敗け              | 伊藤裕弘 | ガッツ石松                               |
| 23   | 9月13日           | エッ!!あかねが母親に!!                | 布勢博一 | 中山麻理、関根世津子                     |
| 24   | 9月20日           | かおるの突然の涙に二郎先生ジーン      | 西条道彦 |                                          |
| 25   | 9月27日           | ひとこと言えば…でさようなら           | 布勢博一 |                                          |